# Hans Busch (Kapellmeister)
Hans Busch (* 4. April 1909 in Gelsenkirchen; † 16. Februar 1996 in Stockholm) war ein deutscher Violinist und Kapellmeister.

## Leben
Busch wuchs mit zwei Geschwistern in Recklinghausen auf. Sein Vater leitete eine im Ruhrgebiet erfolgreiche Schrammelkapelle. Im Alter von zehn Jahren erhielt er Geigenunterricht, mit 15 Jahren war er bereits Konzertmeister im Stadttheater Herne. Er begann ein Musikstudium in Essen und Köln, das er abbrach, als 1927 unerwartet sein Vater starb. Nun kam ihm die Aufgabe zu, die Familie zu ernähren, und so trat er von da an in ganz Deutschland als Geigenvirtuose in Kabaretts und Bars auf. 1931 gründete Busch das Wiener Kammermusik-Ensemble, mit dem er vorwiegend in Hamburg und Berlin auftrat.
Bald darauf wechselte er jedoch das musikalische Genre und stellte ein kleines Tanzorchester zusammen, das in Hamburg im Alsterpavillon debütierte und 1933 erstmals in Berlin spielte. Zum 1. April 1933 trat Busch der NSDAP bei (Mitgliedsnummer 1.773.757), war aber spätestens zum März 1935 wieder ausgetreten. Ebenfalls 1933 wurde Busch beim Deutschlandsender als „jüngster Rundfunkkapellmeister Deutschlands“ vorgestellt. Mit seiner Tanzkapelle gab er regelmäßige Gastspiele in den besten Tanzlokalen des Landes, so in München im Café Luitpold und im Regina-Palast-Hotel, in Hannover im Georgspalast und in Hamburg im Alsterpavillon. Diese Gastspiele wurden wiederholt vom Rundfunk übertragen. 
Ende 1936 schloss Busch mit der Deutschen Grammophon AG einen Exklusivvertrag ab. Vom Januar 1937 bis Anfang 1943 entstanden mehr als 250 Aufnahmen mit Tanzmusik und Salonmusik. Auch als Komponist machte er sich ab der zweiten Hälfte der 1930er einen Namen mit Titeln wie Dideldideldum, Nächte von Hawaii und Heut fühl ich mich so wohl.
In den ersten Kriegsjahren unternahm er mit seinem Orchester mehrere Tourneen, oft in Begleitung von bekannten Gesangsstars wie Rudi Schuricke, Lale Andersen und Maria von Schmedes. Ende 1942 wurde das Orchester nach Danzig beordert, wo Busch bis in die letzten Kriegsmonate tätig war. Die Kapelle Hans Busch stand 1944 in der Gottbegnadeten-Liste des Reichsministeriums für Volksaufklärung und Propaganda.
Nach dem Krieg stellte er bereits im September 1945 wieder ein Orchester zusammen. 1946 spielte die Kapelle Busch in der ersten Live-Sendung des neu gegründeten RIAS. Dann allerdings erhielt er von den Amerikanern Spielverbot, weil er NSDAP-Mitglied und angeblich ein Begünstigter des Regimes gewesen war. In der Sowjetischen Besatzungszone konnte er hingegen weitermachen und baute in Dresden das Orchester des Senders Dresden auf.
Von 1950 bis 1951 trat er wieder in den westlichen Zonen auf und war mit seinem Orchester in ganz Deutschland unterwegs. Dann arbeitete er zeitweise als Kurkapellmeister in Borkum und ging sogar als Violinensolist mit Peter Kreuder auf Tournee, bevor ihn ein Angebot aus Schweden erreichte. 
Busch erhielt die Leitung eines 12-Mann-Ensembles in dem berühmten Stockholmer Restaurant Berns Salonger. Er arbeitete im Radio-Sinfonie-Orchester, nahm Schallplatten auf und gründete einen eigenen Musikverlag. Sein Vertrag mit Berns Salonger wurde bis 1958 immer wieder verlängert, dann spielte er noch einige Jahre im Stallmästgården, einem weiteren bekannten Stockholmer Lokal, bevor er um 1961 sein Ensemble aufgab. Im Radio-Sinfonie-Orchester wirkte er bis 1979 mit und machte noch eine Reihe von Langspielplatten. Ab 1980 widmete er sich nur noch seinem Musikverlag. 